# Костромка (Тверская область)
Костромка — деревня в Торжокском районе Тверской области. Входит в состав Сукромленского сельского поселения.

## История
На карте Мёнде деревня Костромки Сукромленской волости Новоторжского уезда имеет 6 дворов.
По данным 1929 года деревня входила в Переслегинский сельсовет Новоторжского района.
В 1940 году деревня относилась к Переслегинскому сельсовету Высоковского района Калининской области.

## Население
В 2008 году в деревне проживало 8 жителей.
| 2010 |
| ---- |
| 1    |